# 포뮬러 SAE

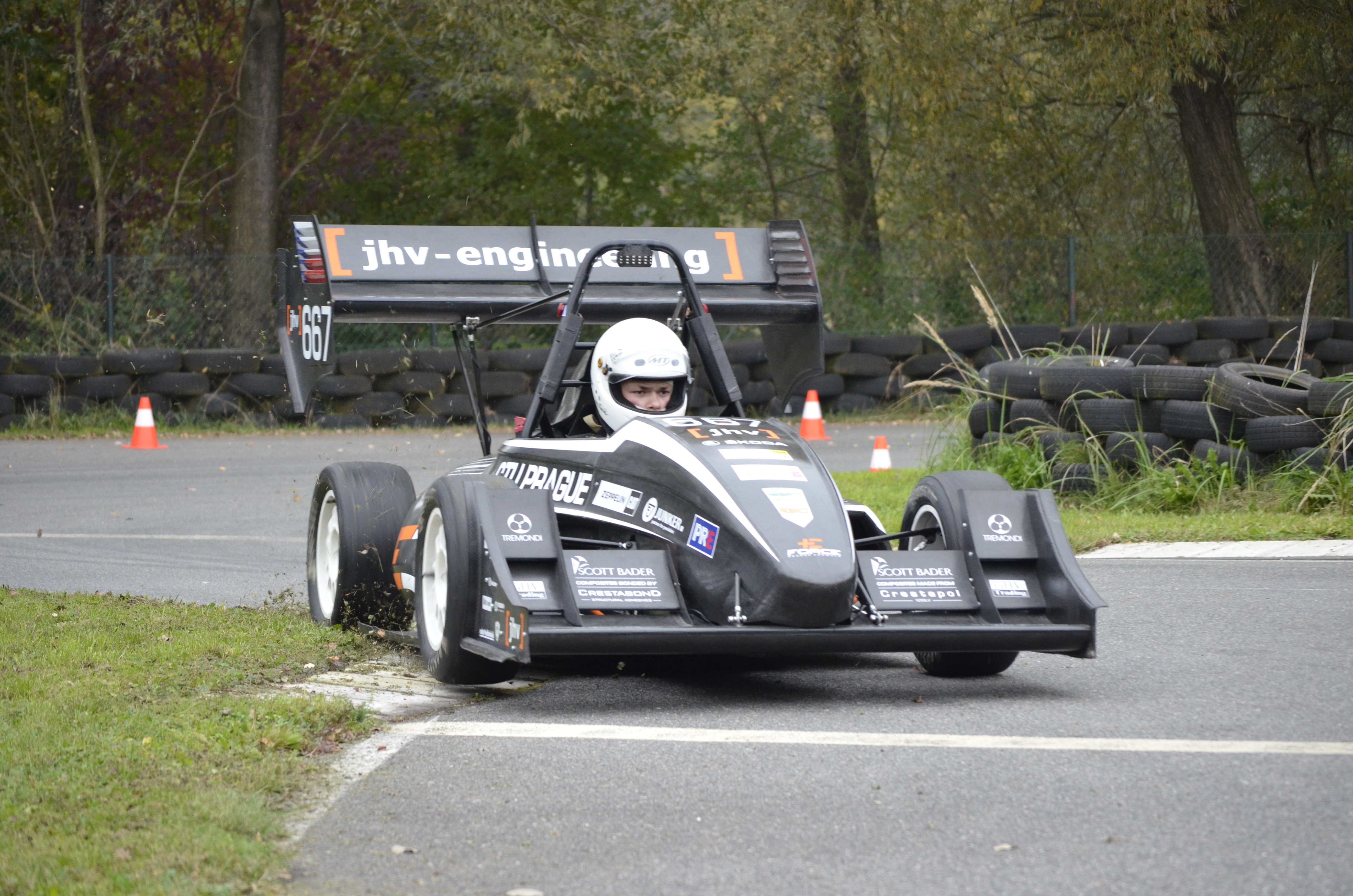

포뮬러 SAE(Formula SAE, FSAE) 대회는 미국 자동차공학회 소속의 학생들이 스스로 소형 포뮬러 스타일의 차량을 설계하고 제작하는 대회이다. 차량 프레임과 엔진에 엄격한 규정을 두어 학생들이 스스로의 지식과 창의성, 상상력을 무한히 발휘할 수 있도록 하고 있다. 각 팀의 차량은 약 1년의 기간 동안 피나는 노력을 거쳐 제작되며 대회장에서 30년 이상의 현장 경험을 지닌 전문가들에게 평가를 받게 된다. 전 세계에서 약 100여대의 차량이 참가하는 만큼 다양한 제작 공법과 테스트 방법이 존재 하며, 대회장에서 서로의 방식을 공유하고 즐긴다. 공학도에게 차량 제작 간의 일련의 과정은 헌신적인 노력이 필요할 뿐만 아니라 공학 프로젝트 진행/참여를 할 기회를 제공한다. 대회 참가를 통해 실제 차량이 양산되면서 겪는 과정에 대해 폭넓게 경험할 수 있도록 하고 있다. 미국의 빅3 (다임러-크라이슬러, 포드, 제네럴 모터스), 일본의 도요타, 혼다, 미쓰비시 등의 완성차 메이커와 가야바, 덴소, 보쉬 등의 자동차 부품 생산 업체, Dassault System등의 자동차 설계 관련 프로그램 회사 등 많은 회사들이 자발적으로 후원하고 있다. 현재 미국의 3개지역(미시건, 캘리포니아, 버지니아)과 오스트레일리아, 이탈리아, 영국, 독일, 일본 등 여러나라에서 대규모의 경기가 개최되고 있으며, 중국 및 태국에서는 독자적으로 대회를 개최하고 있다. 대한민국에서는 2009년도 2월에 대회 개최 가능성을 가늠해 보기 위한 Pre 이벤트가 열렸다.

## 대회의 진행
대회는 크게 정적 이벤트와 동적 이벤트로 구성된다.
정적이벤트는 다시 비용보고서와 설계보고, 프레젠테이션 이벤트로 나뉜다. 비용보고서는 말 그대로 1년에 1000대의 차량을 양산하기에 앞서 제작한 프로토타입 차량의 제작비용을 주어진 견적기준에 따라 산정하여 작성하도록 되어 있다. 차량에 사용된 부품뿐만 아니라 해당 부품을 제작하거나 조립하는 데 쓰인 방법(예: 볼트조이기, 용접하기)도 각 계산 기준에 따라 계산하여 비용으로 보고하도록 되어 있다. 설계보고에서는 각 분야에서 10년 이상의 현장경험을 지닌 전문가들에게 각 팀의 차량을 설계함에 있어서 처음에 잡았던 컨셉을 진행함에 따라 생기게 되는 문제점과 그 문제를 해결하기 위해 진행했던 과정, 그 과정과 결과를 입증할 만한 공학적 증거자료를 직접 설명해야 한다. 이벤트간에 심사위원들은 설계와 제작간에 있어서 왜 그런 결정을 했는지, 다른 대안은 없었는지에 대해 자세히 질문하여 각 팀의 공학적 역량을 평가한다. 프레젠테이션 이벤트에서는 차량을 제작한 학생들이 설계용역회사의 입장이 되어 주말 취미용 레이스 차량을 양산하려는 자동차업체 임원들 앞에서 발표한다는 가정하에 진행이 된다. 공학적 지식만 필요로 하는 게 아니라 좋은 차를 만든 후에 어떤 방식으로 판매할 것인지, 생산은 어떤 방식이 가장 저렴하게 되는지, 소비자에게 어떤 서비스를 제공할 것인지 등에 대해서도 설명해야 하는 만큼 금융, 마케팅, 법률, 서비스 등에 대한 지식도 갖추어야만 좋은 점수를 받을 수가 있다.
동적이벤트에는 크게 가속 테스트, 스키드패드, 오토크로스, 내구 이벤트가 있다. 가속테스트에서는 말 그대로 일정 구간 내에서 누가 가장 빨리 도달하는가를 측정하고, 스키드패드에서는 최고의 선회력을 가리고 오토크로스에서는 경기장에 러버콘으로 만든 트랙을 누가 가장 빨리 달리는지 측정하게 된다. 내구이벤트에서는 차량을 긴 시간 동안 굴리면서 이상이 생기지는 않는지 테스트하기 위해 긴 시간 동안 굴리게 된다. 좋은 차량을 가지고 나왔다고 해서 꼭 좋은 상을 받는 것은 아니다. 거기에 준하는 차량의 안정성과 경제성, 강성이 확보되어야만 경기에 참가할 수 있다.

## 한국의 참가 대학교
2001년 영남대학교 자작자동차동아리 CMDM이 한국 최초로 미시건대회를 참가하였다. 자비를 모아 출전했던 이들의 열정은 대한민국 자동차공학도의 진출을 앞당기는 촉매제가 되었다.
국내에서 참가한 팀들의 수상현황은 다음과 같다. 2006년 국립금오공과대학교 자작자동차동아리 오토매니아(https://www.facebook.com/lets.automania)에서 신인상( William C. Mitchell Rookie Award)을 수상했고 2011년 국민대학교 KORA가 Cost Report부문 1위를 차지했다. 아울러 한국기술대학교 자.연.인팀이 JSAE(일본자동차공학회)에서 주최한 제 4회 Student Formula Japan에서 신인상(Rookie Award)을 수상하였다.
대한민국에서 참가한 사례 중 가장 성공을 거둔 사례로는 국민대학교의 자작자동차동아리 KORA (KOOKMIN RACING)를 들 수 있다. KORA는(https://www.facebook.com/kookmin.racing) 2015년 (미시건)에 출전하여 120여개 팀 중 종합 4위(아시아1위)를 달성했다.
또한 한양대학교 에리카 자작자동차 동아리 baqu4(https://cafe.naver.com/baqu4)은 2019년 FSAEJ (일본)에 출전하여 신인상인 베스트루키상 외 1개 상을 수상하였다.
그 외 참가대학으로는 호서대학교 CHALLENGER (https://www.facebook.com/KSAE.challenger), 아주대학교, 충북대학교, 울산대학교, 영남대학교, 영남이공대학교, 군산대학교 등이 있다.